# François Étienne
Pour les articles homonymes, voir Étienne et François Étienne (homonymie).
François Étienne (né à Avignon le 5 juin 1763 et mort à Orange le 25 mai 1836), ecclésiastique, fut évêque constitutionnel du Vaucluse de 1798 à 1801.

## Biographie
François Étienne nait à Avignon et entre dans l'ordre des Trinitaires. Pendant la Révolution française il prête le serment exigé par la Constitution civile du clergé. Après la terreur il reste fidèle à l'Église constitutionnelle et exerce le culte dans l'église Saint-Pierre. L'évêque constitutionnel François-Régis Rovère ayant refusé de reprendre sa fonction, il est élu comme son successeur et sacré à Avignon le 29 avril 1798. Il réunit un synode en 1800 avec une vingtaine de prêtres et siège au Concile national. Après le concordat de 1801 il se  démet et l'évêque concordataire Jean-François Périer le nomme en 1803 curé de l'ancienne cathédrale Notre-Dame-de-Nazareth d'Orange. En 1810 il prononce l'éloge funèbre du dernier évêque d'Orange et meurt à Orange en 1836 après s'être réconcilié avec l'Église lors de sa dernière maladie.